# Almuth Zempel
Almuth Zempel ist eine deutsche Juristin, Rechtsanwältin und von 2017 bis 2023 Richterin am Verfassungsgerichtshof des Saarlandes.

## Ausbildung
Nach ihrem Abitur 1988 besuchte Almuth Zempel die Niedersächsische Fachhochschule für Verwaltung und Rechtspflege in Hildesheim und machte dort 1991 ihren Abschluss zur Diplom-Rechtspflegerin (FH). Im Anschluss studierte sie in Saarbrücken Rechtswissenschaft und beendete das Studium mit der Ersten Juristischen Staatsprüfung.
Nach dem Rechtsreferendariat absolvierte sie 1998 die Zweite Juristische Staatsprüfung.

## Karriere
Von 1998 bis 2016 war Almuth Zempel in Anwaltskanzleien in Saarbrücken tätig, bis sie sich 2016 in Saarlouis selbständig machte. Sie ist Fachanwältin für Familienrecht.
Am 9. Februar 2017 schlug das Präsidium des Landtags Almuth Zempel für das Amt der Richterin am Verfassungsgerichtshof des Saarlandes vor. Der Landtag folgte diesem Vorschlag. Almuth Zempels Amtszeit begann am 17. Februar 2017 und endet am 16. Februar 2023.

## Mitgliedschaften
- Saarländischer Anwaltsverein[1]
- Arbeitsgemeinschaft Familien- und Erbrecht im Deutschen Anwaltsverein
- Arbeitskreis Saarländischer Familienrichter, Rechtsanwälte und psychologischer Sachverständiger in Familiensachen
- Deutscher Familiengerichtstag e.V.

## Publikationen (Auswahl)

### Monografien
- Sorge- und Umgangsrecht für nichteheliche Kinder, C.H.Beck Verlag, München 2013

### Kommentare
- Autorin bei Prütting/Gehrlein, ZPO Kommentar, Luchterhand, 1. Aufl. Oktober 2009, Kommentierung zu §§ 864–882a, (Zwangsvollstreckung in das unbewegliche Vermögen und Verteilungsverfahren) und Mitkommentierung zu §§ 114–127a (Prozesskostenhilfe)
- Autorin bei NomosKommentar BGB, Band 4 Familienrecht, Kaiser/Schnitzler/Friederici §§ 1615a,1615m-1615n, 1712–1717

### Aufsätze
- Gemeinsame elterliche Sorge nicht verheirateter Eltern – Entwicklung der Rechtsprechung, Forum Familienrecht 16, 385
- Gerichtliche Protokolierung anstelle notarieller Beurkundung – Möglichkeiten und Grenzen, NJW 15, 2859
- Grenzen des Rechts auf Einsicht in gegnerische Pkh-/Vkh-Unterlagen – Meistbegünstigung. Anmerkung zum Beschluss des BGH vom 29. April 2015, NJW 2015, 1827